# Râul Sușcava
Râul Sușcava este un curs de apă, afluent al Dunării. 